# Verres vernicatus
Verres vernicatus là một loài bọ cánh cứng trong họ Passalidae. Loài này được Casey miêu tả khoa học năm 1897.